# Micromidia convergens
Micromidia convergens – gatunek ważki z rodziny Synthemistidae. Endemit Australii; występuje w północno-wschodniej Nowej Południowej Walii i południowo-wschodnim Queenslandzie.